# Марко Илиев (Приковци)
Марко Илиев е български революционер, деец на Вътрешната македоно-одринска революционна организация.

## Биография
Марко Илиев е роден в кратовското село Приковци, тогава в Османската империя. Присъединява се към ВМОРО. Продължава с революционната дейност и след като Кратовско попада в Сърбия след Междусъюзническата война. В 1914 година се сражава със сръбските власти с четата на Дончо Ангелов. На следната 1915 година е в четата на Стоян Леков и Дончо Ангелов. По случай 15-ата годишнина от Илинденско-Преображенското въстание, през Първата световна война награден с орден „Свети Александър“ за заслуги към постигане на българския идеал в Македония.